# 狄葆贤
狄葆贤（1873年—1941年），字楚青（又作楚卿），号平子、又号慈石，斋名平等阁，江苏溧阳人，中国学者、书画家、红学家、政治活动家。

## 生平
狄葆贤生于同治十二年（1873年）。他早年曾和谭嗣同、唐才常来往，拥护维新变法。戊戌政变后，他流亡日本。光绪二十六年（1900年），他归国，参加唐才常组织的中国议会和自立军，事败后他又流亡日本。1904年初春，狄葆贤、罗孝高奉康有为之命回到上海，于1904年6月12日创刊《时报》，狄葆贤任经理，该报宣传保皇立宪。光绪三十四年（1908年），他任江苏谘议局议员。宣统三年（1911年）在北京创办京津版《时报》，另外还创办《民报》，并且担任有正书局经理。1911年至1912年，他在有正书局石印了《红楼梦》戚本，并最早对《红楼梦》脂本和程本进行了比较研究。后来他专研佛学，于1912年10月在上海创办《佛學叢報》期刊，由上海佛学丛报社出版，有正书局发行，濮一乘任编辑。
1920年，狄葆贤因病将《时报》转让给了黄承恩（字伯惠），1921年由黄承恩正式接办。

## 著作
- 平等閣筆記
- 平等閣詩話
- 六朝造像精華
- 中國名畫集
- 汪觀定室人行略